# Луфтенберг-ан-дер-Донау
Луфтенберг-ан-дер-Донау (нем. Luftenberg an der Donau) — коммуна (нем. Gemeinde) в Австрии, в федеральной земле Верхняя Австрия. 
Входит в состав округа Перг.  Население составляет 3732 человека (на 31 декабря 2005 года). Занимает площадь 17 км². Официальный код  —  41110.

## Политическая ситуация
Бургомистр коммуны — Карл Бухбергер (СДПА) по результатам выборов 2003 года.
Совет представителей коммуны (нем. Gemeinderat) состоит из 25 мест.
- СДПА занимает 18 мест.
- АНП занимает 6 мест.
- АПС занимает 1 место.